# Comté de Stevens (Kansas)
Pour les articles homonymes, voir Comté de Stevens.
Le comté de Stevens est l’un des 105 comtés de l’État du Kansas, aux États-Unis, à la frontière avec l’Oklahoma. Fondé le 3 août 1886, il a été nommé en hommage à l'homme politique Thaddeus Stevens.
Siège et plus grande ville : Hugoton.

## Géolocalisation
| Comté de Stanton | Comté de Grant            | Comté de Haskell |
| Comté de Morton  | Comté de Stevens          | Comté de Seward  |
|                  | Comté de Texas (Oklahoma) |                  |